# Derecho minero

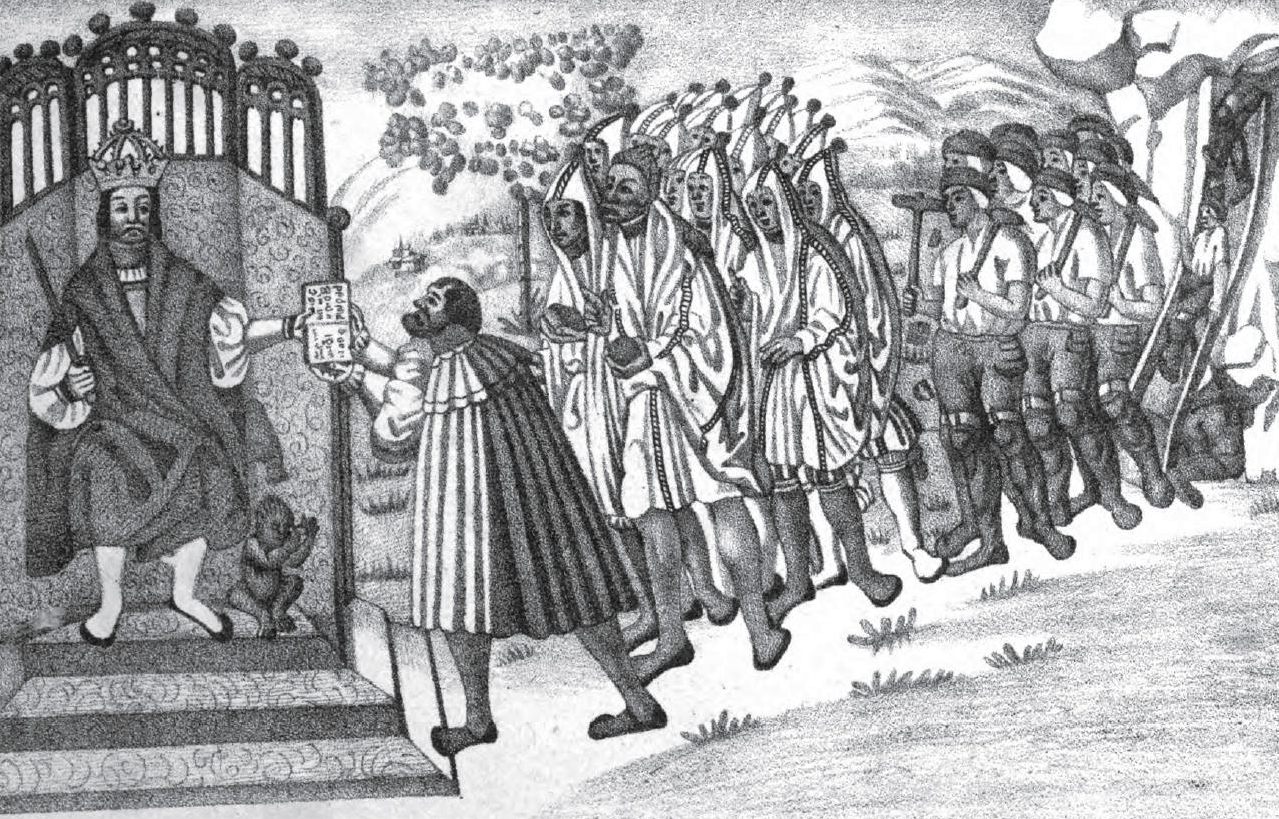
Wenceslao II de Bohemia da una regulación para gobernar las minas de Kutná Hora (c. 1280).

El derecho minero o derecho de minería es la rama del Derecho que regula las actividades que el ser humano desarrolla en torno a la industria minera. El derecho minero cubre varios temas básicos, incluida la propiedad del recurso mineral y quién puede trabajar con estos recursos. La minería también se ve afectada por diversas regulaciones relacionadas con la salud y seguridad de los mineros, así como también por el impacto ambiental de la minería.

## Definiciones|
La ley minera varía tanto por la tradición legal de la jurisdicción, como por la jurisdicción individual.
El profesor chileno Samuel Lira Ovalle lo define como: 

El conjunto de normas jurídicas que establece la forma de constitución, conservación y extinción de las concesiones de exploración y de explotación mineras y regulan las relaciones de los particulares entre sí en todo lo relativo a la industria minera.[cita requerida]
Samuel Lira Ovalle

Por su parte el abogado, también chileno, Juan Luis Ossa Bulnes define dicha área del Derecho como:

El conjunto de principios y preceptos especiales que definen cuáles sustancias minerales son susceptibles de aprovechamiento por cualquier persona y regulan la constitución, naturaleza, ejercicio y extinción de las concesiones exclusivas para explorar o para explotar dichas sustancias, así como algunos de los actos, contratos y litigios que se refieren a esas concesiones.[cita requerida]
Juan Luis Ossa Bulnes

## Tópicos

### Propiedad
Un aspecto de la ley de propiedad que es fundamental para la ley minera es la cuestión de quién es el "propietario" del mineral, de modo que se pueda extraer legalmente de la tierra. Esto a menudo depende del tipo de mineral en cuestión, la historia minera de la jurisdicción, así como también la tradición legal general y su tratamiento de la propiedad.
Por ejemplo, en muchas jurisdicciones, los derechos de extracción de oro y plata son retenidos por el soberano, ya que los dos metales tradicionalmente servían como moneda en muchas sociedades determinadas.

### Soporte mecánico
Además de la propiedad del mineral, el método de extracción puede afectar a los propietarios próximos a las obras de explotación. La subsidencia (ya sea dramática o sutil) se produce cuando una mina (o área similar) se derrumba o cae, causando que las estructuras cercanas o sobre la mina caigan con ella, a menudo dañándose o destruyéndose. La cuestión de los derechos de soporte determina los derechos legales y las relaciones entre las partes en estas situaciones.

## Derecho minero por país

### Ley minera en países de habla alemana
La ley minera en Europa varía de país a país. Desde al menos el siglo XII, los reyes alemanes reclamaron derechos mineros sobre la plata y otros metales, teniendo prioridad sobre los señores locales. Pero a fines de la Edad Media, los derechos mineros, conocidos como Bergregal, fueron transferidos del rey a los gobernantes territoriales. Inicialmente, los derechos mineros fueron otorgados oralmente o por escrito por individuos. Desde principios del siglo XV, la ley minera fue promulgada por los gobernantes territoriales en forma de decretos o reglamentos (regulaciones mineras o Bergordnungen), que a menudo permanecieron vigentes hasta el siglo XIX.
Se creó una base jurídica nueva y de largo alcance con la Ley General de Minería para los Estados prusianos de 1865 (Allgemeines Berggesetz für die Preußischen Staaten von 1865), que, con variaciones locales, fue adoptado en Brunswick (1867), Baviera (1869), Württemberg (1874), Baden (1890) y otros países. Con la excepción del Reino de Sajonia, donde un estatuto legal de similar importancia, la Ley General de Minería del Reino de Sajonia (Allgemeines Berggesetz für das Königreich Sachsen), entró en vigor el 16 de junio de 1868, convirtiéndose en ley en todos los estados más grandes de Alemania.
La ley de minas distingue entre materiales de los que el dueño del terreno puede disponer libremente y excavar (materiales de construcción) y los que le están vedados (minerales).

#### Actualidad
- En Alemania, según el artículo 74 (1) no. 11 de la Ley Fundamental, la ley minera está sujeta a legislación concurrente. El estándar legal central es la Ley Federal de Minería (Bundesberggesetz).
- En Austria, la base legal es bastante similar a la ley alemana. La legislación principal desde el 1 de enero de 1999 ha sido la Ley de Materias Primas Minerales (Mineralrohstoffgesetz o MinroG).
- En Suiza, la ley minera es una actividad cantonal y se rige por las leyes de los cantones de Suiza.
- La ley minera en Liechtenstein está restringida a unos pocos minerales (minerales metálicos, combustibles fósiles y materiales relacionados como grafito, antracita, carbón de piedra, lignito, carbón de pizarra, asfalto, betún y aceites minerales, azufre, sal de roca y manantiales de sal) y se rige principalmente por la Ley de Propiedad de Liechtenstein, artículos 484 a 497. Al igual que en Suiza, la minería en Liechtenstein ya no es importante y las regulaciones en la ley de propiedad son en gran medida solo reglamentos de procedimiento.

### Ley minera en países de habla inglesa
A diferencia de la ley minera alemana, en Gran Bretaña y la Mancomunidad de Naciones y en Estados Unidos prevalece el principio de minería de los terratenientes. La corona solo reclama las reservas de oro y plata. En casos excepcionales (por ejemplo, cuando se divide la propiedad de la tierra), se pueden otorgar derechos de minería a un tercero, siendo los propietarios compensados. La compañía minera le paga al propietario un contrato de alquiler, una renta muerta o una regalía. Los derechos sobre los minerales situados encima y debajo del suelo (como canteras de minas y minas) pueden adjudicarse por separado.
La ley minera en los Estados Unidos también se basa en la ley común inglesa. Aquí el propietario también es el dueño de todas las materias primas hasta una profundidad ilimitada. Sin embargo, el estado conserva los derechos sobre fosfato, nitrato, sales de potasio, asfalto, carbón, esquisto bituminoso y azufre, y un derecho de apropiación (no de propiedad) por parte del estado para el petróleo y el gas. La arena y la grava pertenecen al Departamento del Interior.

#### Ley minera en países de habla francesa
En Francia y Bélgica, el Código civil es la base de la ley minera.

#### Ley minera en países de habla española
En Chile, la minería y la extracción de los recursos es regulada por medio del Código Minero (Ley N° 18248 del 24 de octubre de 1983), donde se establece que "el Estado [de Chile] tiene el dominio absoluto, exclusivo, inalienable e imprescriptible de todas las minas, no obstante la propiedad de las personas naturales o jurídicas sobre los terrenos en cuyas entrañas estuvieren situadas.". En Chile el derecho de uso de recursos mineros comienza con la adquisición de una concesión minera, para luego seguir con la adquisición de los títulos de ocupación del suelo, la obtención de los permisos sectoriales (en particular los de la Superintendencia del Medio Ambiente, entre otros). El primer código minero chileno proviene de 1874.
En Perú, la extracción de recursos minerales se halla bajo las disposiciones de la Ley General de Minería, aprobado por D.S N° 014-92-EM, aprobada en 1992. En el ámbito Académico destacan autores como Guillermo García Montúfar, Jorge Basadre Ayulo o Juan Francisco Baldeón Ríos. Mención especial merece la reciente expansión de su estudio en el ámbito universitario con grupos como el Centro de Estudios de Derecho de Minería, Energía y Recursos Hídricos - CEDEMIN de la Universidad San Martín de Porres presidido por el Profesor de Derecho Minero Jaime Tejada Gurmendi, o el GEDEM- Grupo de Estudios de Derecho Minero-Energético de la Universidad Nacional Mayor de San Marcos que cuenta como asesor al doctor Luis Aliaga Jibaja. 
Bolivia se rige bajo su Código de Minería (Ley N° 1777 del 17 de marzo de 1997). Argentina posee también un Código de Minería (Ley N° 24585 del 21 de noviembre de 1995).
España posee como ordenación minera la ley 22/1973, del 21 de julio, Adaptación al Derecho de las Comunidades Europeas del Título VIII sobre Condiciones para ser titular de derechos mineros y el Real Decreto 2857/1978, de 25 de abril, por el que se aprueba el Reglamento General para el Régimen de la Minería.